# Noční doktor
Noční doktor (v originále Médecin de nuit) je francouzský dramatický film z roku 2020, který režíroval Élie Wajeman podle vlastního scénáře. Snímek měl světovou premiéru na filmovém festivalu v Angoulême dne 31. srpna 2020.

## Děj
Mikael je noční lékař v drsných pařížských čtvrtích, kde mimo jiné léčí drogově závislé. Jeho bratranec lékárník ho zatáhne do obchodování s recepty na subutex.

## Obsazení
| Vincent Macaigne | Mikael  |
| Sara Giraudeau   | Sofia   |
| Pio Marmaï       | Dimitri |
| Sarah Le Picard  | Sacha   |
| Florence Janas   | Anna    |
| Lou Lampros      | Nadège  |
| Ernst Umhauer    | Badri   |

## Ocenění
- Cena Jacquese Deraye
- César: nominace v kategorii nejlepší herec (Vincent Macaigne)